# Isole Sputnik
Le isole Sputnik sono una coppia di isole'isola situata nella parte nord-occidentale della Dipendenza di Ross, in Antartide. Le due isole, di cui la maggiore, significativamente più grande dell'altra, misura circa 5 km in direzione est-ovest e circa 3 in direzione nord sud, arrivando a un'altezza massima di circa 330 m s.l.m., si trovano in particolare all'imboccatura della baia Ob', a metà strada tra capo Williams, a sud-est, e capo Cheetham, a nord-ovest.

## Storia
Le isole Sputnik sono state fotografate per la prima volta durante l'operazione Highjump, condotta dalla marina militare statunitense tra il 1946 e il 1947. Nel 1958 esse furono poi esplorate nel corso della spedizione antartica sovietica svolta quell'anno e così battezzate dai membri dei quella spedizione in onore dello Sputnik 1, il primo satellite artificiale ad essere stato mandato in orbita intorno alla Terra.